# Hauptmannova hiša, Ljubljana
Hauptmannova hiša (tudi Mali nebotičnik) je secesijska poslovno-stanovanjska zgradba, ki se nahaja na vogalu Wolfove ulice in Prešernovega trga v Ljubljani. 

## Zgodovina
Stavba je bila zgrajena leta 1873 v tgovsko-stanovanjske namene in je bila ena od redkih stavb, ki so bile ljubljanski potres leta 1895 prestale skoraj nepoškodovane. 
Po potresu je hišo kupil trgovec Adolf Hauptmann, ki je bil trgovec z barvami. Po njem je hiša tudi dobila ime. Najel je arhitekta Cirila Metoda Kocha, ki je izdelal načrt za prenovo zgradbe v secesijskem slogu. Hiša je bila prenovljena leta 1904. Fasado je oblikoval z barvnimi keramičnimi ploščicami v geometrijskem vzorcu, ki se zgosti proti vrhu in je v zeleno-modro-rdečih barvnih tonih. Med pritličjem in prvim nadstropjem je ozek venčni pas, med prvim in drugim nadstropjem pa je venec širši. Tudi okna v zgornjih dveh nadstropjih so okrašena s ploščicami. Pod kapom je venec okrašen s krogi, ts preide v barvni omet, ki krasi strešni napušč. Vogal hiše, ki je obrnjen proti Prešernovemu trgu je prirezan in ima v drugem nadstropju balkon z balustrado. Na obeh straneh vrat je rastlinski okras z motivom povezanega listja s cvetovoma na vrhu v obliki harfe. Okno nad tem, v tretjem nadstropju, je še posebej bogato okrašeno v dveh vzporednih ornamentih, nad njim pa dva, s tremi, poudarjenimi črtami povezana zelena kvadrata.